# Madeleine Harris
Madeleine Harris (* 28. April 2001 in London) ist eine englische Schauspielerin.

## Leben
Ihre Schauspielkarriere startete, als sie den Schauspieler Idris Elba in einem Pub traf. Sie war so begeistert von dem Luther Darsteller und dem Schauspielen, dass Elba ihr den Kontakt zu seinem Agenten vermittelte.
Ihren ersten Schauspieljob bekam sie 2012 als Izzy Forrester in Casualty. Diese verursachte einen Autounfall. Dabei rannte Harris über eine Autobahn, während Autos an ihr vorbeirasten. Sie erklärte später, dass diese Rolle einer ihrer lustigsten Jobs gewesen ist. Im Jahr 2013 stellte Harris die über 460 Jahre alte Vampirin Hettie in der Fernsehserie Being Human dar. 2014 spielte sie in dem Kinofilm Paddington die Hauptrolle der Judy Brown.

## Filmografie
- 2012: Casualty (Fernsehserie, 2 Folgen)
- 2012: The Charles Dickens Show (Fernsehserie, 1 Folge)
- 2012: Me and Mrs Jones (Fernsehserie, 4 Folgen)
- 2013: Being Human (Fernsehserie, 1 Folge)
- 2013: The White Queen (Fernsehserie, 2 Folgen)
- 2013: The Psychopath Next Door (Fernsehfilm)
- 2013–2015: Man Down (Fernsehserie, 11 Folgen)
- 2014: Paddington
- 2016: Father Brown (Fernsehserie, 1 Folge)
- 2017: Paddington 2
- 2024: Paddington in Peru